# 20495 Rimavská Sobota
(20495) Rimavská Sobota, denumire internațională (20495) Rimavska Sobota, este un asteroid din centura principală de asteroizi.

## Descriere
20495 Rimavská Sobota este un asteroid din centura principală de asteroizi. A fost descoperit pe 15 august 1999 la Observatorul din Ondřejov de Petr Pravec și Peter Kušnirák. Asteroidul prezintă o orbită caracterizată de o semiaxă mare de 2,60 ua, o excentricitate de 0,10 și o înclinație de 15,3° în raport cu ecliptica.